# Judy (Hund)

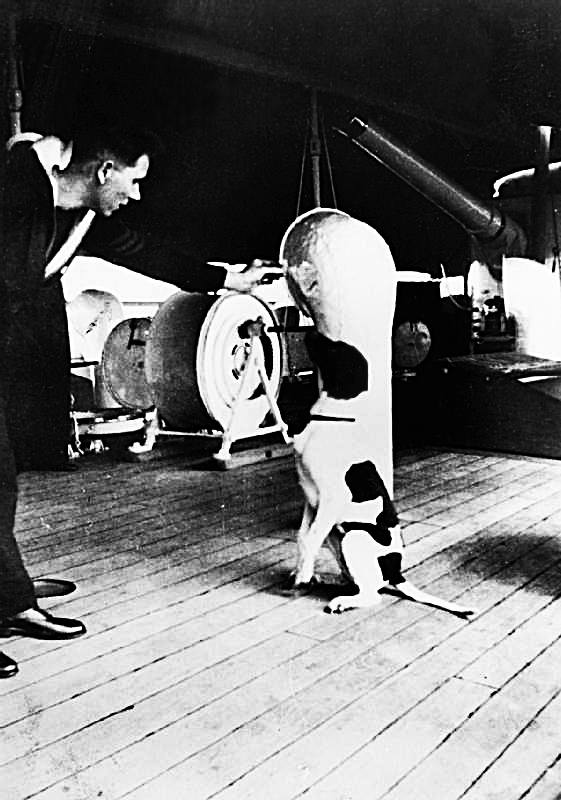
Judy an Deck der HMS Grashopper

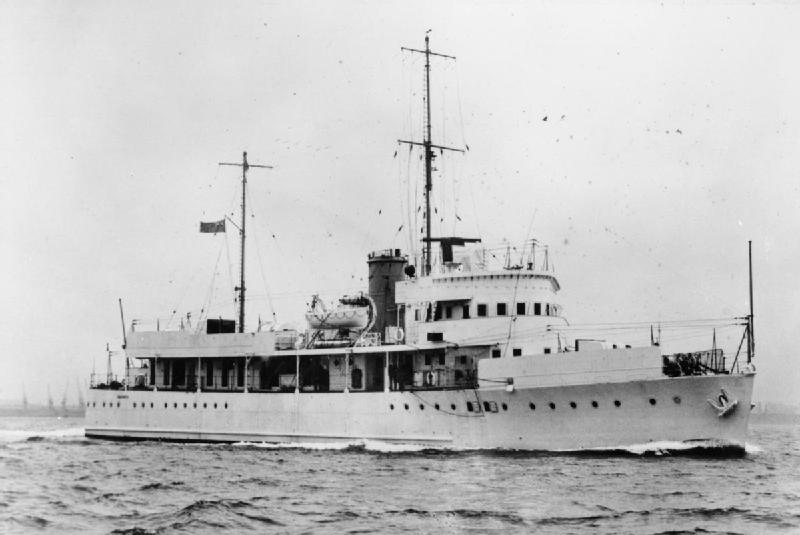
Die HMS Grasshopper (1940)

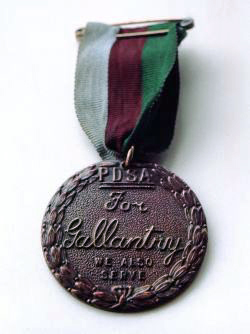
Exemplar der Dickin Medal

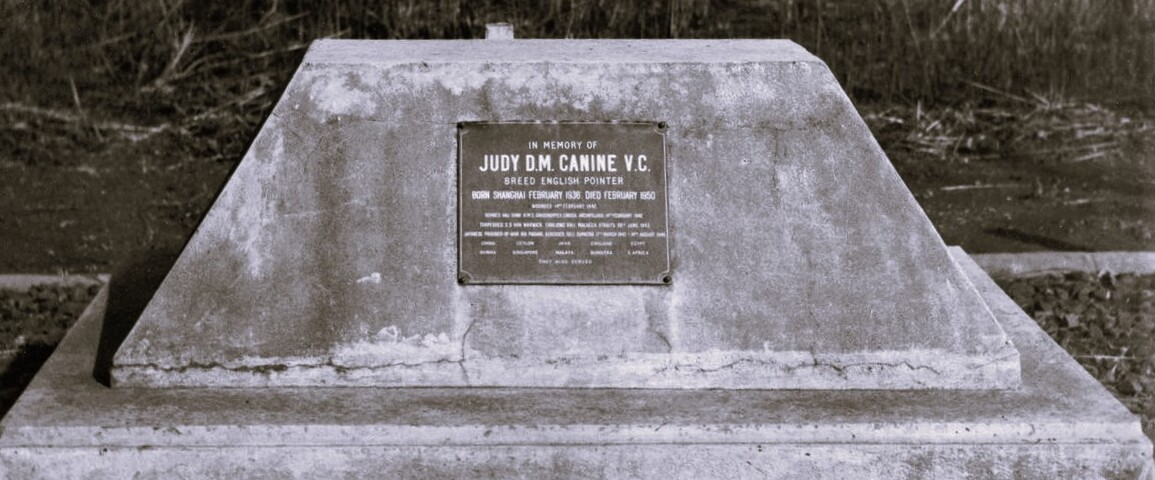
Grab von Judy in Tansania (1950)

Judy (* Februar 1936 in Shanghai, China; † 17. Februar 1950 in Tansania) war eine leberbraun-weiße English-Pointer-Hündin. Sie diente im Pazifikkrieg als Maskottchen auf Schiffen der Royal Navy und wurde als einziger Hund im Zweiten Weltkrieg offiziell als Kriegsgefangene registriert. 1946 wurde sie mit der Dickin Medal ausgezeichnet.

## Leben
Judy wurde im Februar 1936 in Shanghai, China, geboren und war eine leberbraun-weiße English-Pointer-Hündin. Ende 1936 wählte die HMS Gnat, ein auf dem Jangtsekiang stationiertes Schiff der Royal Navy, Judy zu ihrem Maskottchen. An Bord wurde die Hündin vom Metzger des Schiffes betreut, der den Titel „Keeper of the Ship’s Dog“ („Hüter des Schiffshundes“) erhielt.
Mitte 1939 wechselten einige Angehörige der Gnat-Besatzung mit Judy zur HMS Grasshopper. Auf diesem Schiff befand sich die Hündin nach dem Angriff auf Pearl Harbor und bei Ausbruch des Krieges gegen Japan im Dezember 1941. Anfang 1942 unterstützte die HMS Grasshopper den Rückzug der alliierten Streitkräfte vor den vorrückenden japanischen Truppen von Malaya nach Singapur. Kurz vor der Kapitulation von Singapur machte sich die Grasshopper auf den Weg nach Niederländisch-Indien. Unterwegs wurde sie von japanischen Flugzeugen bombardiert, und die Besatzung musste das sinkende Schiff verlassen. Als sie zwei Tage auf einer unbewohnten Insel ohne Wasser festsaß, gelang es Judy, Süßwasser zu finden. Nachdem die Männer eine chinesische Dschunke requiriert hatten, fuhren sie damit einen Fluss auf Sumatra hinauf und wanderten dann 200 Meilen über die Insel. Auf dem fünfwöchigen Marsch durch den Dschungel wurde Judy von einem Krokodil gebissen und erlitt eine fünf Zentimeter lange Wunde über dem linken Auge. Die Gruppe wurde von japanischen Truppen gefangen genommen und in das Gloegoer-Lager in Medan im Norden gebracht.
Im Lager wurde Judy zunächst vor den Wachen versteckt. Auf Bitten des Flugzeugführers Frank Williams wurde die Hündin vom japanischen Lagerleiter als Kriegsgefangene registriert und erhielt die Nummer 81A Gloegoer Medan, was ihr eine eigene Essensration sicherte. Sie war der einzige Hund, der während des Zweiten Weltkriegs diesen offiziellen Status erhielt. Im Lager soll sie Schlangen und Skorpione abgewehrt haben, auf Nahrungssuche gegangen sein und die Wachen des Lagers bei Bedarf abgelenkt haben. Wenn Gefangene geprügelt wurden, ging sie dazwischen und bellte die Wachen an. Nach Berichten hat sie mindestens einmal Junge geworfen.
Mitte 1944 wurden 700 Kriegsgefangene auf dem „Höllenschiff“ Harugiku Maru von Medan nach Singapur gebracht. Williams schmuggelte die Hündin in einem Reissack an Bord. Die Harugiku Maru wurde vom britischen U-Boot HMS Truculent torpediert – 180 Menschen starben. Williams konnte sich und auch Judy retten. Während sie im Wasser war, versuchte sie, mehrere Nichtschwimmer und Verwundete in Sicherheit zu bringen. Williams wurde erneut gefangen genommen, wusste aber nicht, ob Judy überlebt hatte. Nach einem Monat tauchte das abgemagerte Tier in seinem Lager auf. Frank Williams und Judy verbrachten das nächste Jahr zusammen mit anderen Kriegsgefangenen damit, die Thailand-Burma-Eisenbahnstrecke zu bauen. Das Essen war knapp, und es grassierten Krankheiten; insgesamt kamen beim Bau dieser Strecke geschätzt bis zu 90.000 Menschen ums Leben, darunter rund 13.000 Kriegsgefangene verschiedener Nationalität. Im August 1945 kapitulierten die japanischen Streitkräfte, und die Kriegsgefangenenlager wurden befreit. An Bord des Truppenschiffes Antenor wurde Judy versteckt nach England transportiert, anschließend verbrachte sie sechs Monate in London in Quarantäne.
Am 30. April 1946 gab die People’s Dispensary for Sick Animals (PDSA) bekannt, dass Judy mit der Dickin Medal für tapfere Tiere im Kriegseinsatz ausgezeichnet werde: „Für großartigen Mut und Ausdauer in japanischen Gefangenenlagern, die dazu beitrugen, die Moral unter ihren Mitgefangenen aufrechtzuerhalten, und auch dafür, dass sie durch ihre Intelligenz und Wachsamkeit viele Leben rettete.“ Diese Medaille wurde gelegentlich als Äquivalent des Victoria Cross für Tiere bezeichnet. Die Abkürzung V. C. findet sich sogar als Namenszusatz auf ihrem Grabstein. Die beiden Punkte entsprechen jedoch nicht der offiziellen Abkürzung VC für das Victoria-Kreuz. Der Zusatz canine (lateinisch canis = Hund) weist auf die Sonderregelung für Hunde hin. Außerdem erhielt sie den Pacific Star, den 1939–1945 Star und die Defence Medal; deswegen auch die Abkürzung D.M. auf der abgebildeten Gedenktafel. Die PDSA Dickin Medal wurde nicht als DM abgekürzt.
Frank Williams wurde mit dem White Cross of St Giles der PDSA ausgezeichnet. Williams und sein Hund lebten nach dem Krieg zunächst in Portsmouth und später in Tanganjika, wo er 1948 eine Stelle bei der britischen Regierung antrat. Zwei Jahre später, am 17. Februar 1950, starb Judy. Sie wurde dort mit einer Jacke der Royal Air Force beerdigt, und Williams ließ ihr zu Ehren einen Gedenkstein errichten. 2006 vermachte die Familie Williams dem Imperial War Museum die Dickin Medal von Judy.